# Rissoa ventricosa

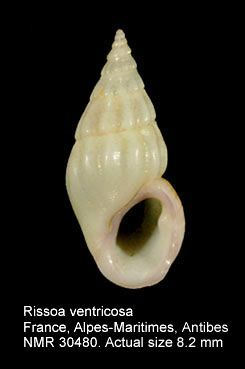
Rissoa ventricosa, Cap d'Antibes, France

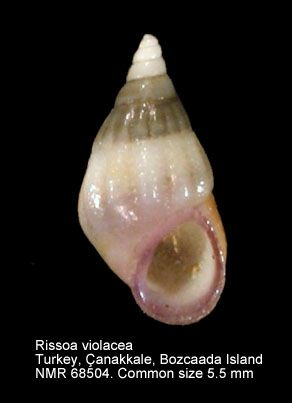
Rissoa ventricosa, Bozcaada, Turchia

Rissoa ventricosa Desmarest, 1814 è una specie di molluschi gasteropodi della sottoclasse Caenogastropoda. È la specie tipo del genere Rissoa.

## Descrizione
La Rissoa ventricosa ha una conchiglia dal guscio bulboso, ovale-acuto, composto da cinque o sei vortici, l'ultimo moderatamente gonfio, che presenta insorgenze di costole longitudinali superiori, e striature trasversali molto fini; le altre guarnite di nervature longitudinali meno marcate di quelli di altre specie di Rissoa. Questa conchiglia è di un bianco più o meno giallastro, con il peristoma viola.
Le principali caratteristiche della specie sono quelle tipiche del genere di appartenenza.
La specie è distribuita nell'Atlantico nord-orientale (coste dell'Europa) e nel Mar Mediterraneo.